# Ograda (okręg Jałomica)
Ograda – wieś w Rumunii, w okręgu Jałomica, w gminie Ograda. W 2011 roku liczyła 2803 mieszkańców.